# House of Cards (TV-serie)
House of Cards är en amerikansk politisk dramaserie från 2013 skapad av Beau Willimon. House of Cards är baserad på Michael Dobbs roman med samma namn, och på mini-TV-serien House of Cards  i fyra avsnitt, baserad på boken, som BBC sände 1990. Första säsongen hade premiär 1 februari 2013 på Netflix och består av 13 avsnitt. Den andra säsongen med 13 avsnitt släpptes 14 februari 2014. Den tredje säsongen släpptes den 27 februari 2015. Fjärde säsongen, 13 avsnitt även den, började den 4 mars 2016. Seriens femte säsong hade premiär den 30 maj 2017. 
Den 30 oktober 2017 annonserade Netflix att den sjätte säsongen skulle bli den sista. Sista säsongen är utan Kevin Spacey's medverkan. Sjätte säsongen med 8 avsnitt hade premiär 2 november 2018.
House of Cards kretsar kring kongressledamoten Francis Underwood (Kevin Spacey) och hans agerande för att säkra en maktposition inom USA:s politiska centrum.
Den 30 oktober 2017 meddelade Netflix att den kommande sjätte säsongen blir den sista för serien.

## Säsonger
| Säsong | Säsong | Avsnitt | Datum            |
| ------ | ------ | ------- | ---------------- |
|        | 1      | 13      | 1 februari 2013  |
|        | 2      | 13      | 14 februari 2014 |
|        | 3      | 13      | 27 februari 2015 |
|        | 4      | 13      | 4 mars 2016      |
|        | 5      | 13      | 30 maj 2017      |
|        | 6      | 8       | 2 november 2018  |

## Roller i urval
- Kevin Spacey – Francis "Frank" J. Underwood
- Robin Wright – Claire Underwood
- Kate Mara – Zoe Barnes
- Corey Stoll – Peter Russo
- Michael Kelly – Doug Stamper
- Sakina Jaffrey – Linda Vasquez
- Kristen Connolly – Christina Gallagher
- Constance Zimmer – Janine Skorsky
- Sebastian Arcelus – Lucas Goodwin
- Sandrine Holt – Gillian Cole
- Michael Gill – Garrett Walker
- Dan Ziskie – Jim Matthews
- Ben Daniels – Adam Galloway
- Nathan Darrow – Edward Meechum
- Mahershala Ali – Remy Danton
- Reg E. Cathey – Freddy
- Jayne Atkinson – Catherine Durant
- Boris McGiver – Tom Hammerschmidt
- Lance E. Nichols – Gene Clancy
- Rachel Brosnahan – Rachel Posner
- Gerald McRaney – Raymond Tusk
- Al Sapienza – Marty Spinella
- Joel Kinnaman – Will Conway
- Dominique McElligott – Hannah Conway